# Note in Rose and Silver - Dordrecht
Note in Rose and Silver - Dordrecht is een aquarel van de Amerikaanse kunstschilder James McNeill Whistler, gemaakt in 1884, 20,9 x 12,4 centimeter groot. Het toont een gezicht op de Dordrechtse Wijnhaven. Het werk bevindt zich in een privécollectie. In 2005 werd het voor ruim 400.000 dollar verkocht bij Christie's.

## Context: Whistler in Nederland
Whistler verbleef gedurende zijn lange carrière meerdere periodes in Nederland om er te schilderen, te tekenen en te etsen. Zijn eerste bezoek dateert van 1863, toen hij Amsterdam bezocht om de etsen van Rembrandt te bestuderen. Hij maakte er ook zelf enkele etsen en toonde zich daarbij bijzonder onder de indruk van de kwaliteit van het Hollandse papier. In 1882-1883 bezocht hij Haarlem en wederom Amsterdam, deze keer duidelijk met de primaire intentie om er te werken. Hij voer door de grachten en aquarelleerde de huizen, liefst de huurkazernes, en veelal aan de achterzijde. Een jaar later verbleef hij enige tijd in Dordrecht en in de zomer van 1885 reisde hij door Nederland en België, samen met William Merritt Chase, met wie hij in Brussel had geëxposeerd bij Les Vingt. Zijn meest productieve verblijf in Holland vond plaats in 1889-1890, toen hij opnieuw naar Amsterdam kwam om er een grote reeks etsen te maken, welke gerekend worden tot de beste uit zijn oeuvre. In 1900 verbleef hij te Walcheren en aquarelleerde met name te Domburg. In 1902 reisde hij nog een keer af naar Den Haag, maar werd ernstig ziek en zou er niet meer werken. Een jaar later kwam hij te overlijden.
Het werk van Whistler in Holland wordt kwalitatief gezien gerekend tot het beste dat ooit door een buitenlandse kunstschilder in Nederland is vervaardigd. Hij bracht er zijn ets- en aquarelleerkunst tot een summum. Whistler vond Amsterdam een geweldige stad. Tegen de kunstcriticus Jan Veth zei hij: "Jullie Hollandsche schilders weet niet wat gij verzuimt door niets van uw wóndervolle Amsterdam te maken, dat ik mooier vind dan Venetië." Door zijn regelmatige verblijven in de hoofdstad was hij van grote invloed op de Nederlandse schilderkunst uit die periode, meer in het bijzonder op het werk van Willem Witsen, die hem zeer bewonderde, en George Hendrik Breitner.

## Note in Rose and Silver - Dordrecht
In het voorjaar van 1884 bezocht Whistler Dordrecht, in gezelschap van Carel Nicolaas Storm van 's Gravesande, die hij in Parijs had leren kennen. Ze logeerden in Boudier's Hotel Bellevue aan de Merwedekade en maakte een aantal dagen lang getweeën een reeks tekeningen, etsen en kleinformaat aquarellen. Dordrecht bood in die tijd tal van schilderachtige uitzichten, met haar kanalen en het grootse uitzicht op de plaats waar de Merwede zich splitst in de Noord en de Oude Maas. Storm van 's Gravesande en Whistler maakten diverse boottochten en werkten zonder ophouden. Storm van 's Gravesande zou later schrijven buitengewoon onder de indruk te zijn van Whistlers enorme concentratievermogen en drang om te werken, net zo lang tot het te donker was nog iets te zien.
Note in Rose and Silver - Dordrecht toont een gezicht op de Wijnhaven, geschilderd vanaf de Nieuwbrug. De huizen op de achtergrond staan aan de Boomstraat, terwijl links nog net een stukje van de Boombrug is te zien. Met hun rode daken, zich verhoudend tot de dikke wolken, voegen ze een verticaal element toe aan de compositie, tegenover de horizontale golflijntjes in water dat zich kalm naar de vrouw en het jongetje op de voorgrond beweegt. Er is sprake van een opvallende aandacht voor opvallende details en geografische correctheid.
Typerend voor Whistler is zijn gerichtheid op de estheticistische waarden van het kunstwerk, hetgeen hij benadrukt door het benoemen van de dominante kleurtonen in de titel. De kleine werk lijkt erg schetsmatig van opzet, maar is met grote precisie uitgewerkt, met een afgewogen aandacht voor de kleurenharmonie. Duidelijk herkenbaar is de invloed vanuit de Japanse prentkunst. Tegelijkertijd kan er een opmerkelijke moderniteit in het werk worden gezien. Whistlers Hollandse aquarellen worden door veel kunstkenners gerekend tot "zijn meest attractieve en krachtige werk, gemaakt met een expressieve penseelvoering en uitgewerkt in subtiele kleuren". Een criticus van de Evening Sun schreef: "de kleur neemt gemakkelijk de eerste plaats in. [...] Het zijn kleurenschema's, prachtig subtiel en alles bij elkaar liefelijk".

## Ander werk van Whistler in Holland

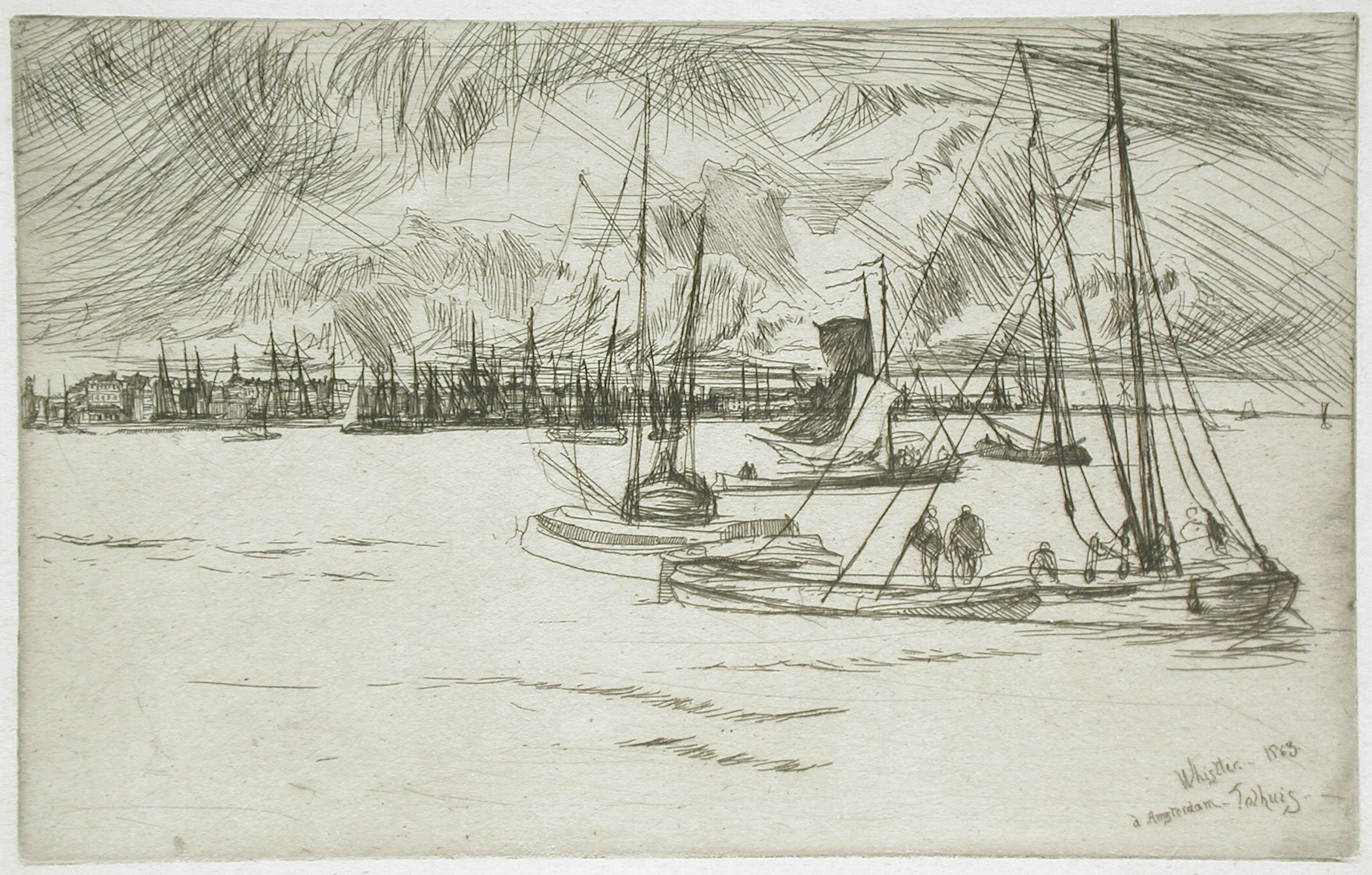
Amsterdam from the Tolhuis, 1863
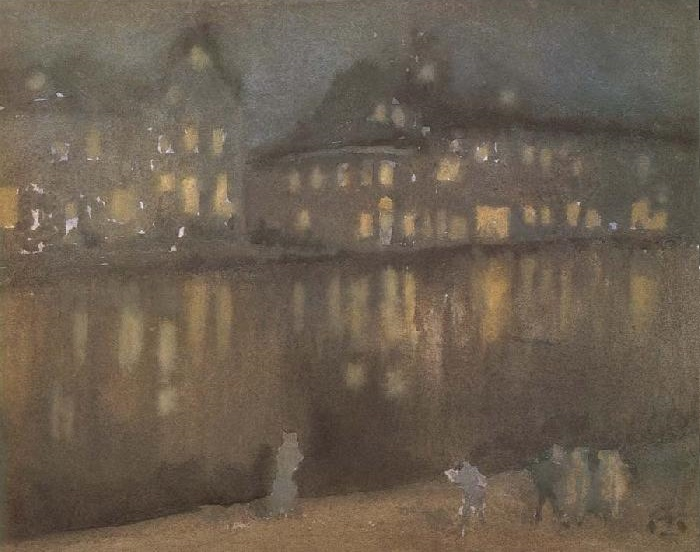
Grand Canal, Amsterdam, 1883
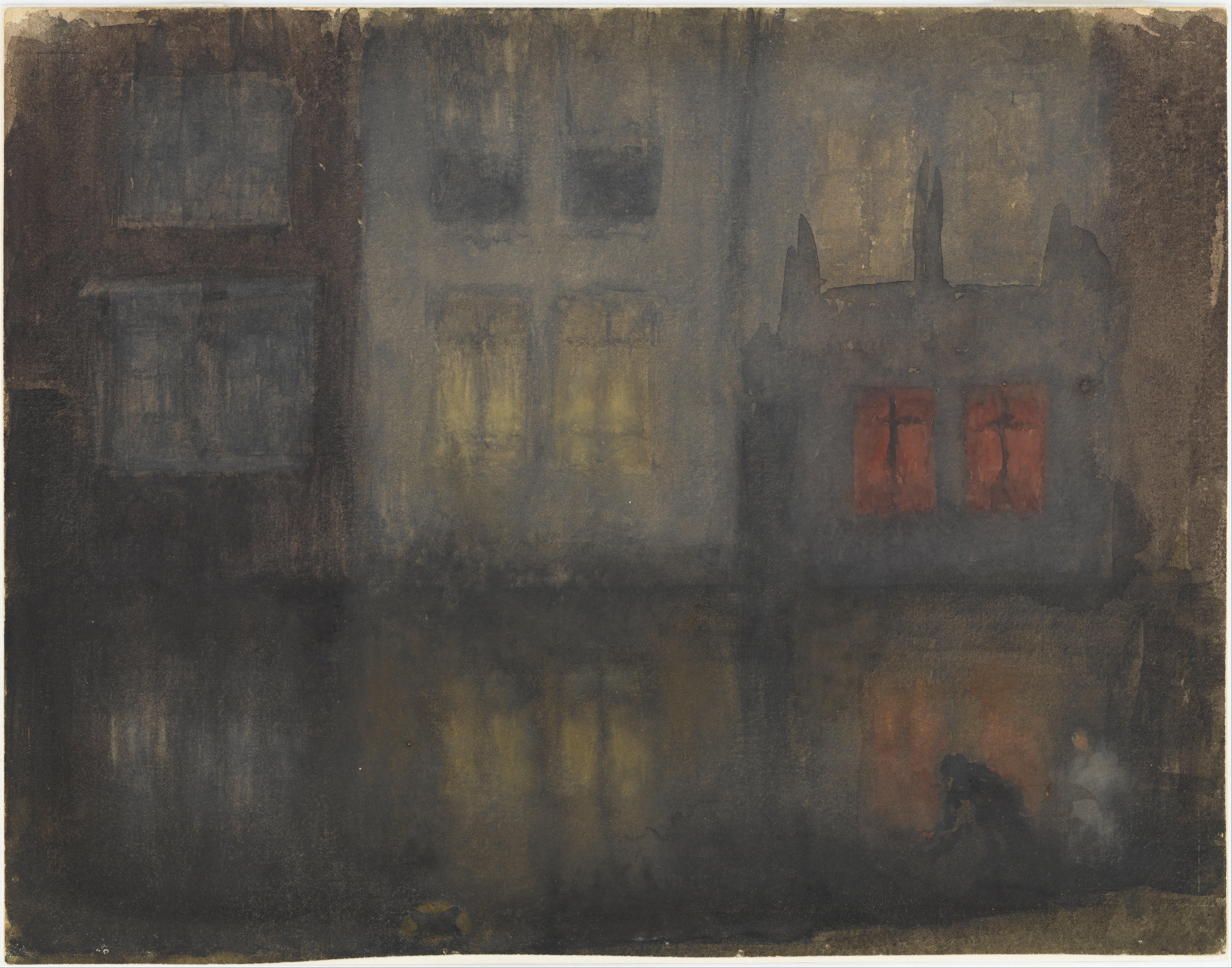
Nocturne- Black and Red — Back Canal, Holland, 1883
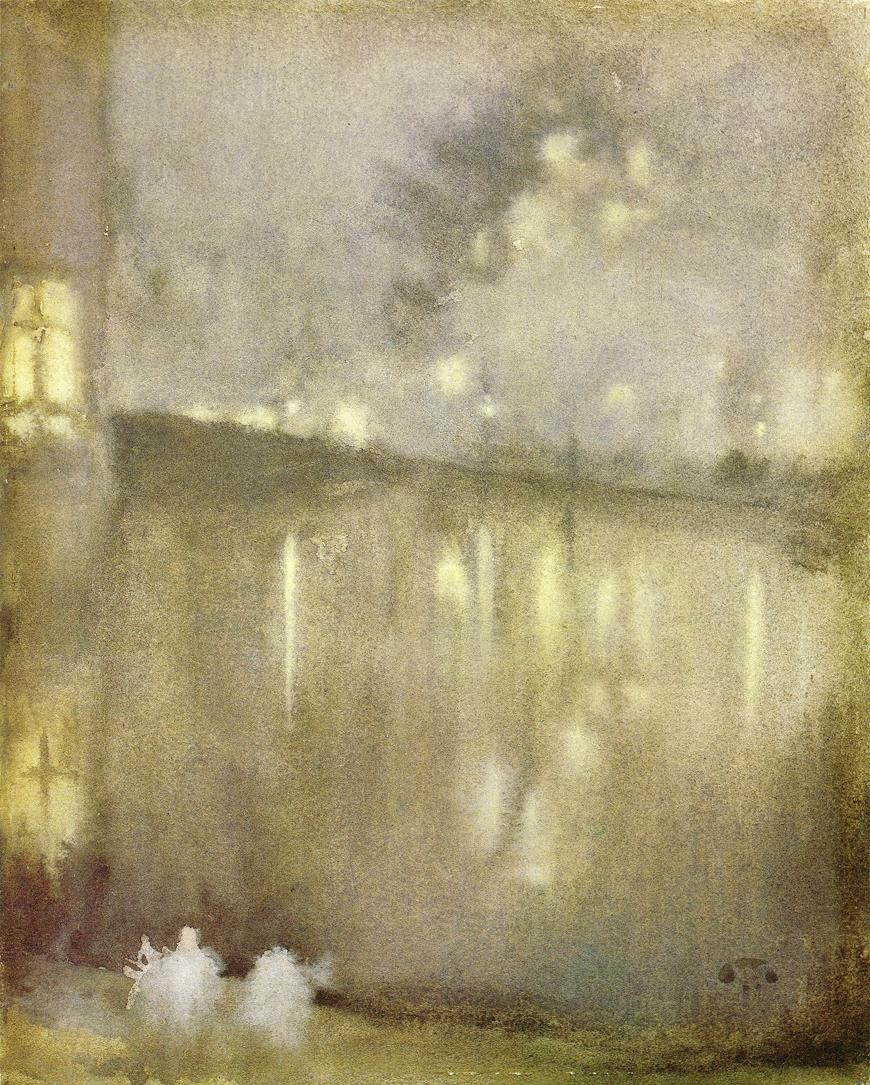
Nocturne in Grey an Gold - Canal, 1883
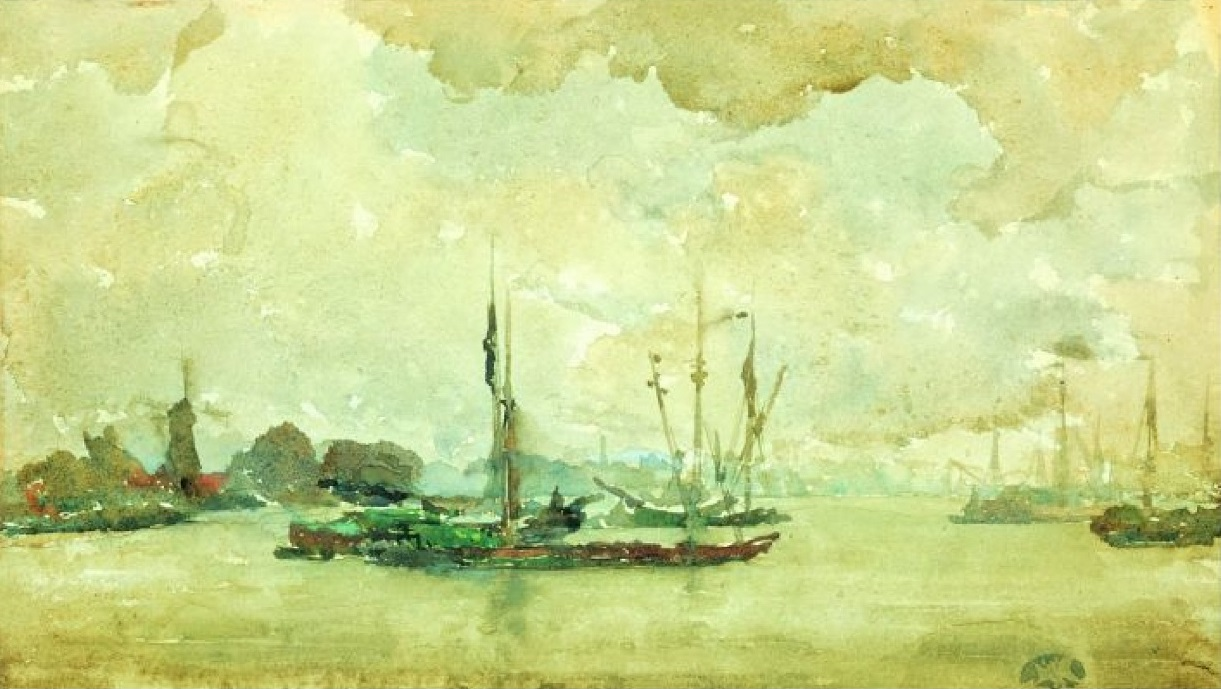
Grey and Green, Dordrecht, 1884
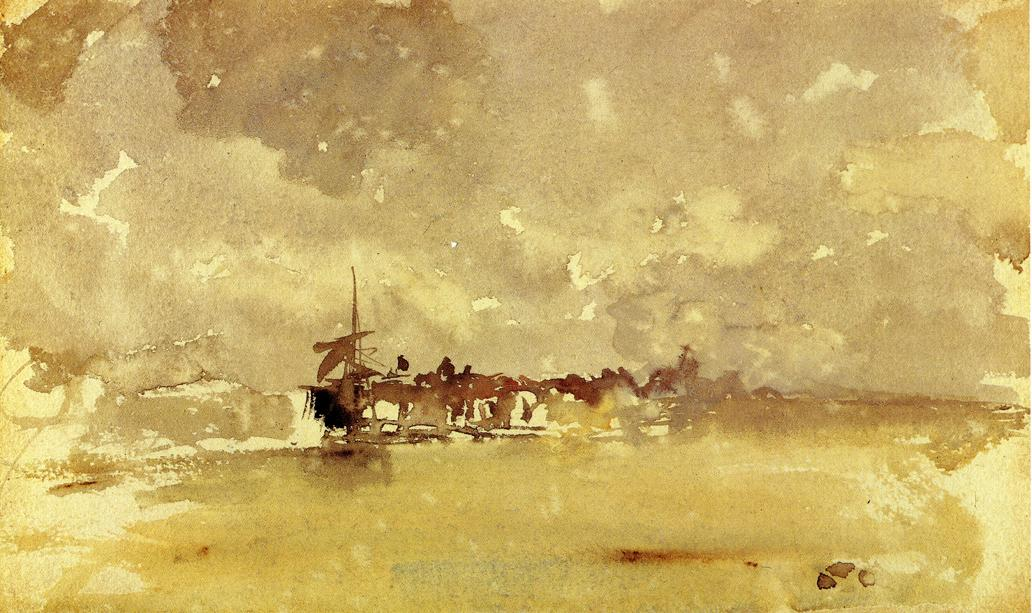
Gold and Grey, the Sunny Shower - Dordrecht, 1884
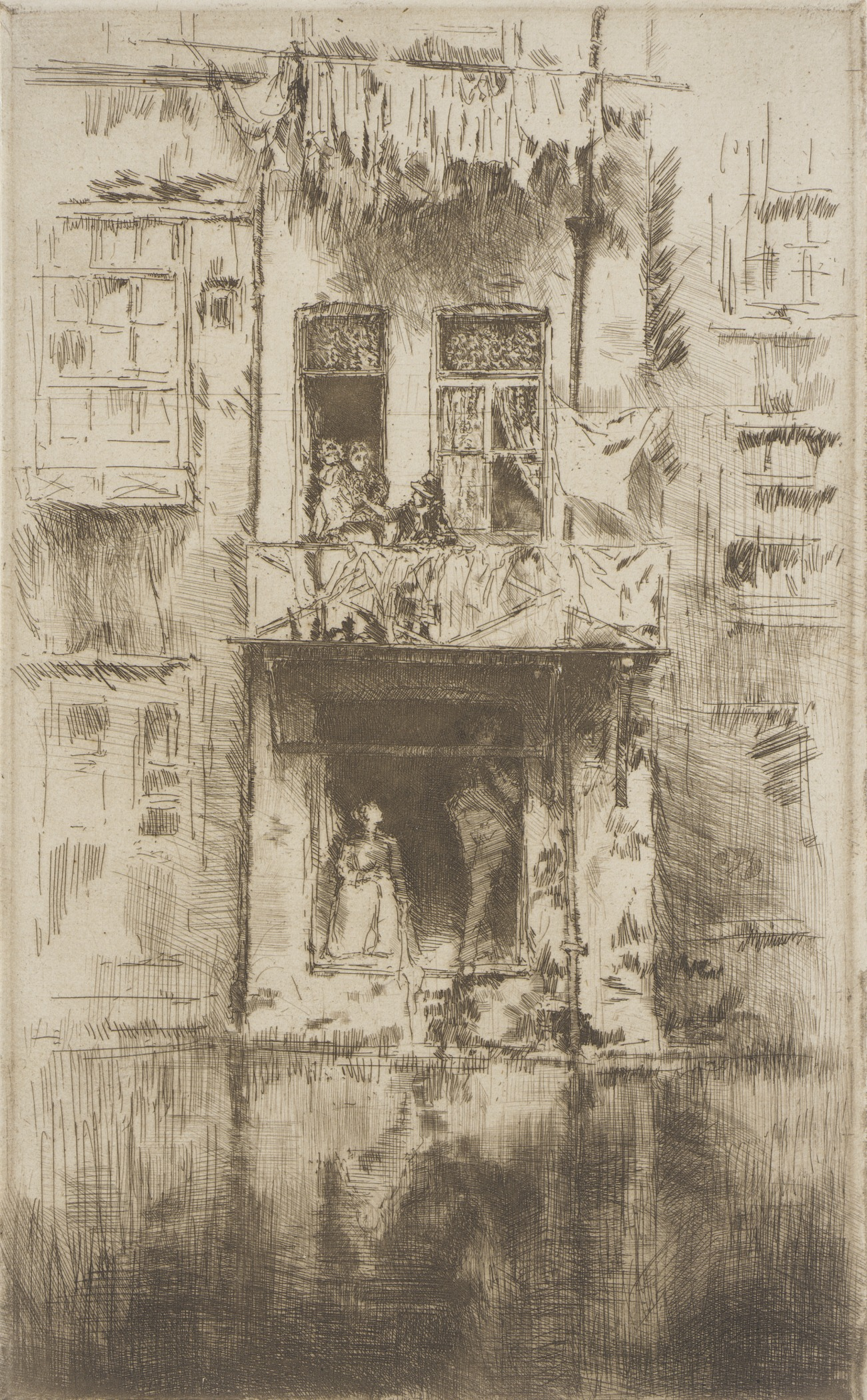
The Balcony, Amsterdam, 1889
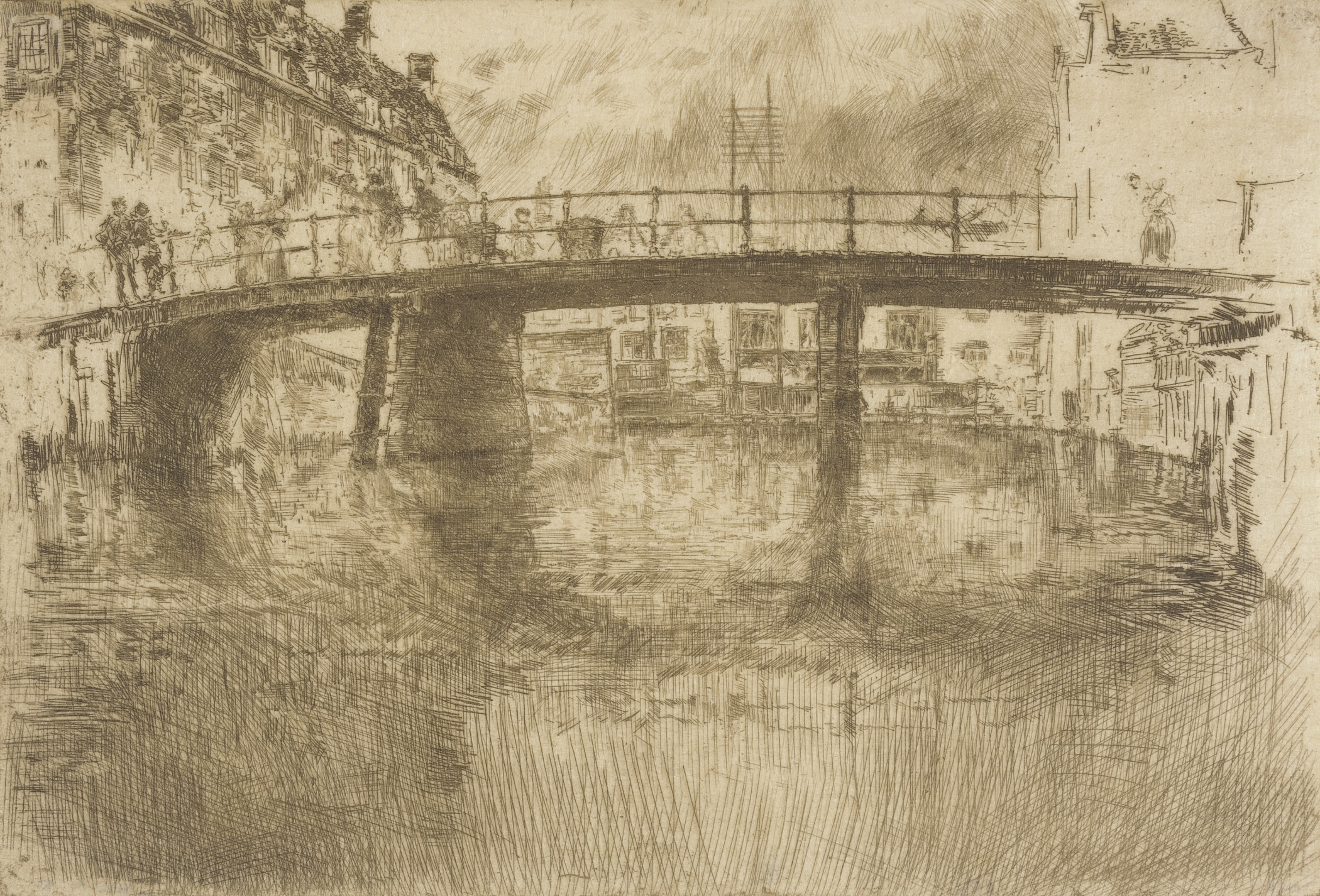
Bridge, Amsterdam, 1889
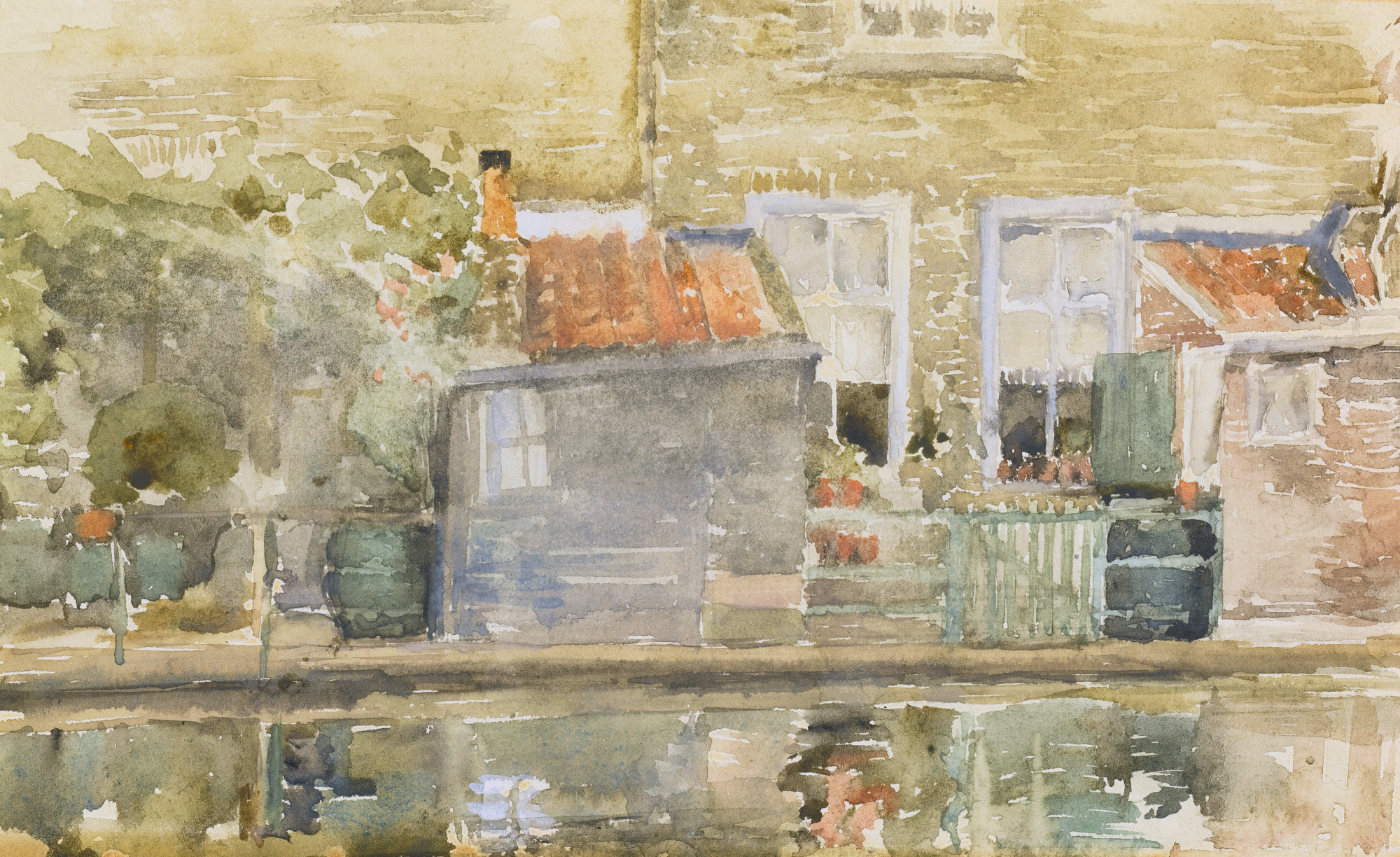
Canal scene in Holland, 1900
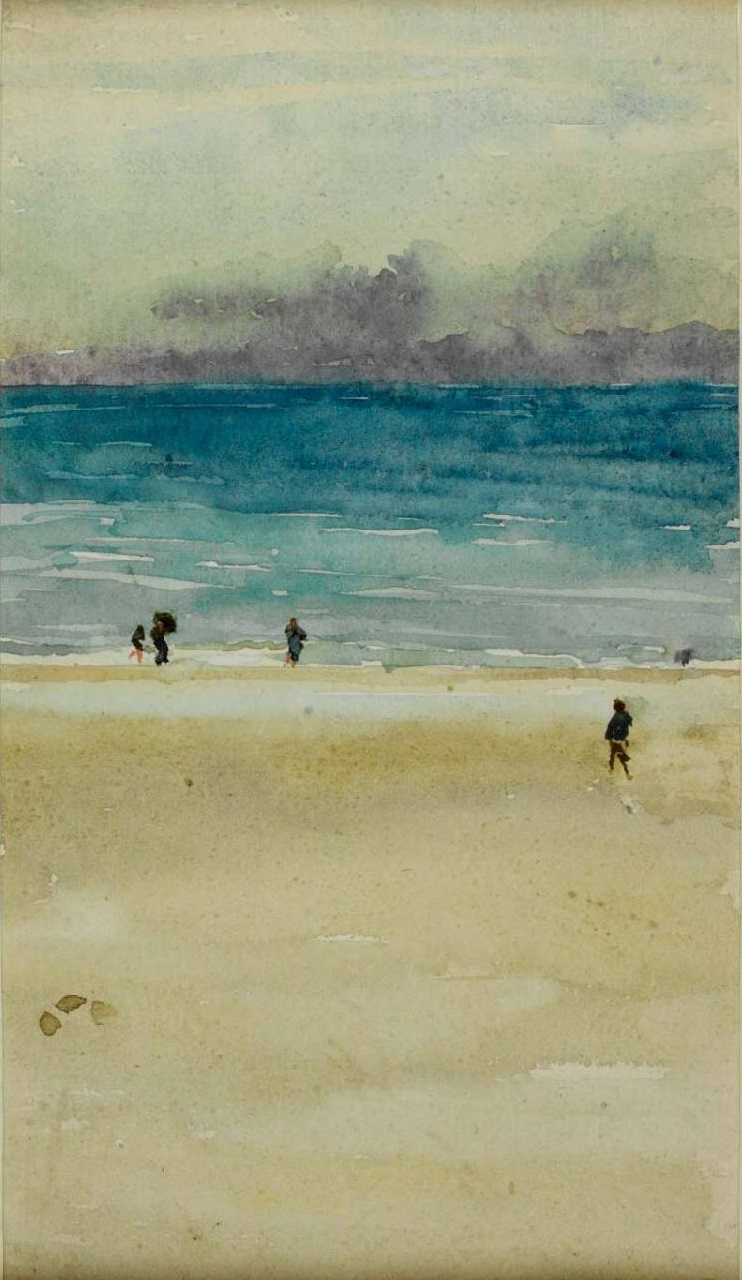
Sea and Strand, Domburg, 1900